# Ten Airways
Ten Airways war eine rumänische Charterfluggesellschaft mit Sitz in Bukarest und Basis auf dem Flughafen Bukarest-Băneasa.

## Geschichte
Ten Airways wurde 2009 gegründet und wurde 2014 quasi zur nationalen Fluglinie von Guinea Bissau, da TAP Portugal seine Verbindungen nach Lissabon im Dezember 2013 einstellte. Ten Airways erhielt daraufhin die Landerechte von den guinensischen Behörden zugesprochen und erhielt die direkte Flugverbindung des Landes nach Europa aufrecht.
Ab dem 15. Mai 2014 unterhielt man mit der Fly Romania eine Tochtergesellschaft; unter Verwendung von McDonnell Douglas MD-82 und MD-83 der Ten Airways bot diese neben Flügen innerhalb Rumäniens auch Verbindungen nach Italien, Spanien, Deutschland und in die Türkei an. Im August desselben Jahres setzte die Tochtergesellschaft der Ten Air ihren Betrieb wegen fehlender Nachfrage aus, um nur einen Monat später Insolvenz anzumelden.
Im März 2015 beantragte Ten Airways selber Insolvenz. Die größten Gläubiger waren wegen der ausstehenden Löhne die Angestellten der Gesellschaft, während der Eigentümer Ovidiu Tender wegen Geldwäsche zu 11 Jahren und 4 Monaten Haft verurteilt wurde.

## Flotte
Mit Stand Februar 2016 bestand die Flotte der Ten Airways aus sechs Flugzeugen:
| Flugzeugtyp             | Anzahl | bestellt | Anmerkungen |
| ----------------------- | ------ | -------- | ----------- |
| McDonnell Douglas MD-82 | 3      |          | inaktiv     |
| McDonnell Douglas MD-83 | 3      |          | inaktiv     |
| Gesamt                  | 6      | –        |             |